# Quaderni Rossi
Quaderni Rossi (Rote Hefte) war ein linksradikales Zeitschriftenprojekt in Italien, an dem unter anderem Raniero Panzieri, Mario Tronti, Romano Alquati und Vittorio Foa mitwirkten. Die Zeitschrift trug maßgeblich zur theoretischen Formierung der Neuen Linken in Italien bei und gilt als grundlegend für den Operaismus. Zwischen 1961 und 1966 erschienen insgesamt 6 Ausgaben.

## Der historische Kontext
Nach dem  20. Parteitag der KPdSU und der Niederschlagung des Ungarnaufstandes 1956 gerieten viele Organisationen der italienischen Linken in eine Krise, in deren Folge auch Debatten über die richtige Strategie zum Erreichen des Sozialismus geführt wurden. Insbesondere im PSI, der 1956/57 ein Drittel seiner Mitglieder verlor (etwa 250.000), entwickelten sich heftige Richtungskämpfe. Der rechte Parteiflügel um Pietro Nenni strebte eine Wiedervereinigung mit den Sozialdemokraten an. Am linken Parteiflügel forderten ZK-Mitglied Raniero Panzieri und sein Mitstreiter Franco Fortini hingegen, den Kontakt zur Basis zu stärken und die linken Organisationen der Kontrolle der Arbeiter zu unterstellen.
Panzieris Hoffnungen auf eine innere Erneuerung seiner Partei zerschlugen sich auf dem 33. Parteikongress des PSI (1959), wo sich der rechte Flügel durchsetzte. Zwar wurde er noch einmal in das ZK gewählt, seine politische Isolation aber war kaum mehr zu überwinden. Frustriert verließ Panzieri Ende 1959 die politische Bühne Roms, um sich in Turin, der Hauptstadt des italienischen Kapitalismus, seinen Studien zu widmen. Hier intensivierte er seinen Kontakt zu marxistischen Dissidenten aus anderen Städten und politischen Zusammenhängen: In Turin traf er auf Vittorio Rieser, und bald darauf nahm er Kontakt zu den in Mailand arbeitenden Romano Alquati und Pierluigi Gasparotto auf. Aus seiner Zeit in Rom war Panzieri zudem mit Mario Tronti und Alberto Asor Rosa bekannt. Als organisatorisches Bindeglied dieser verstreuten Zirkel wurde die Gründung einer eigenen Zeitschrift angestrebt, die 1961 mit den Quaderni rossi realisiert wurde. Außerdem wurde beschlossen, eine Arbeiteruntersuchung bei Fiat zu organisieren, die anfangs sogar gemeinsam mit der CGIL und dem PSI geplant wurde. Dass sich die CGIL auf ein solches Projekt einließ, war Ausdruck eines Richtungswechsels, der auf dem Gewerkschaftskongress im April 1960 beschlossen worden war. Die Linie, die von der Gewerkschaftslinken durchgesetzt wurde, sah ein verstärktes Engagement in den Fabriken vor.

## Die Anfänge der Quaderni Rossi
Die erste Ausgabe der Quaderni Rossi erschien am 30. September 1961, in der u. a. Alquati die Ergebnisse der Untersuchung bei Fiat vorstellte. Bei Fiat, so seine Kernthese, gäbe es allerhand subversives Potential, das sich an der Basis und unabhängig von den Gewerkschaften ausbilden würde. Diese These erregte Aufsehen, da es bei Fiat, im Gegensatz zu anderen Großunternehmen, seit Jahren zu keinen Streiks mehr gekommen war. Alquati beobachtete jedoch eine ausgeprägte Unzufriedenheit unter den neu eingestellten Arbeitern, an denen es, bedingt durch die Wirtschaftswunderjahre, nicht mangelte. Bei Fiat hatte sich die Belegschaft zwischen 1948 und 1965 mehr als verdoppelt. 1965 waren über 123.000 Menschen dort beschäftigt, darunter etwa 99.000 Arbeiter.
Im Juli 1962 schien sich Alquatis These zu bestätigen. Während der Tarifverhandlungen 1962 folgten zehntausende Fiat-Arbeiter den Streikaufrufen der Gewerkschaften. Die Konzernleitung versuchte die Situation zu entschärfen, indem sie ein Separatabkommen mit zwei kleineren Gewerkschaften abschloss, das zwar Lohnerhöhungen vorsah, aber keinerlei Verbesserung der Arbeitsbedingungen. Viele Arbeiter protestierten gegen dieses Abkommen. Die Situation eskalierte und es kam zu mehrtägigen Straßenschlachten an der Piazza Statuto. Viele Aktivseiten aus dem Umfeld der QR waren vor Ort und verteilten Flugblätter: Fiat sei demnach der zentrale Faktor der Arbeitskämpfen, weil sich die kapitalistische Entwicklung maßgeblich auf den metallverarbeitenden Sektor stütze und FIAT nun einmal das Zentrum dieses Sektors bilde. Wenn es der Konzernleitung also gelänge, die Kämpfe der Fiat-Arbeiter von denen der anderen Arbeiter zu isolieren, dann wäre das gleichbedeutend mit einem Scheitern der Kämpfe insgesamt. Andererseits hätten die Arbeiter aber auch in diesem entscheidenden Moment die Gelegenheit, endlich eine wirkliche Organisation der Arbeiter aufzubauen, die es der Konzernleitung künftig unmöglich machen würde, Entscheidungen gegen den Willen der Arbeiter durchzusetzen.

### Wichtige Texte der Quaderni Rossi in deutscher Übersetzung
- Trikont-Verlag (Hg.), Arbeiteruntersuchung und kapitalistische Organisation der Produktion, München 1972.
- Pozzoli, Claudio (Hg.), Spätkapitalismus und Klassenkampf. Eine Auswahl aus den Quaderni Rossi, Frankfurt/Main 1972.
- Alquati, Romano, Klassenanalyse als Klassenkampf, Frankfurt/Main 1974.
- Tronti, Mario, Arbeiter und Kapital, Frankfurt/Main 1974.

### Deutschsprachige Sekundärliteratur
- Birkner, Martin / Foltin, Robert, (Post-)Operaismus. Von der Arbeiterautonomie zur Multitude. Geschichte und Gegenwart, Theorie und Praxis. Eine Einführung, Stuttgart 2006.
- Moroni, Primo / Balestrini, Nanni, Die goldene Horde. Arbeiterautonomie, Jugendrevolte und bewaffneter Kampf in Italien, Berlin/Göttingen 2002.
- Rieland, Wolfgang, Organisation und Autonomie. Die Erneuerung der italienischen Arbeiterbewegung, Frankfurt/Main 1979.
- Wildcat: „Renaissance des Operaismus“, in: Wildcat Nr. 64, März 1995.[8]
- Wright, Steve, Den Himmel stürmen. Eine Theoriegeschichte des Operaismus, Berlin 2005.

### Wichtige italienische Publikationen
- Billi, Fabrizio, Dal miracolo economico all'autunno caldo. Operai ed operaisti negli anni sessanta, in: Adagio, Carmelo etc. (Hg.), Il lungo decennio. L'Italia prima del 68, Verona 1999. S. 137–172.
- Borio, Guido etc., Futuro anteriore. Dai Quaderni rossi ai movimenti globali: ricchezze e limiti dell'operaismo italiano, Rom 2002.
- Borio, Guido etc. (Hg.), Gli operaisti. Autobiografie di cattivi maestri, Rom 2005.
- D'Agostini, Fabrizio (Hg.), Operaismo e centralità operaia, Rom 1978.
- Della Mea, Luciano, Panzieri tra Mondo operaio e Quaderni rossi, in: Ders., Eppure si muove: Rendiconto politico di un proletario rivoluzionario, Mailand 1970. S. 143–166.
- Ferrero, Paolo (Hg.), Raniero Panzieri. Un uomo di frontiera, Mailand 2005.
- Negri, Toni, Dall'operaio massa all'operaio sociale. Intervista sull'operaismo, Verona 2007.
- Sapere2000-Verlag (Hg.), DVD Quaderni rossi, 2008. [enthält alle Ausgaben der QR sowie den Panzieri-Band La ripresa del marxismo-leninismo in Italia als PDF]
- Trotta, Giuseppe / Milana, Fabio (Hg.), L’operaismo degli anni Sessanta. Da „Quaderni rossi“ a „classe operaia“, Rom  2008. [enthält u. a. alle Ausgaben der Classe Operaia als PDF]